# 11896 Camelbeeck
A 11896 Camelbeeck (ideiglenes jelöléssel 1991 GP6) a Naprendszer kisbolygóövében található aszteroida. Eric Walter Elst fedezte fel 1991. április 8-án.